# Vous avez la parole
Vous avez la parole (abrégé en VALP) est une émission de télévision politique française, diffusée sur France 2 à partir du 19 septembre 2019. Elle est présentée par Léa Salamé et Thomas Sotto.
Elle remplace L'Émission politique, diffusée pendant trois ans, de 2016 à 2019.
À la rentrée 2021, elle est remplacée par Élysée 2022.

## Historique
Delphine Ernotte, présidente de France Télévisions, annonce le 18 juin 2019 du interview au journal Le Monde la création de Vous avez la parole, émission « construite autour de la société civile ».

## Intervenants
En plus des invités politiques, des personnalités civiles ou des anonymes interviennent pour se confronter et échanger avec les responsables politiques. Lors de la pandémie de Covid-19, ils sont plus nombreux, avec une grande présence de médecins.
Après chaque débat, Nathalie Saint-Cricq (éditorialiste politique de France 2) et Brice Teinturier (directeur général de l'Ipsos) décryptent et analysent la soirée. D'autres journalistes sont régulièrement à leurs côtés, dont les plus récurrents sont Natacha Polony et Franz-Olivier Giesbert.

## Liste des émissions

### Saison 1
| No | Date de diffusion | Titre | Invités politiques    | Invités politiques | Invités politiques                                                              | Invités politiques                                                       | Audiences       | Audiences | Réf.  |
| No | Date de diffusion | Titre | Parti                 | Parti              | Nom                                                                             | Fonction ou mandat                                                       | Téléspectateurs | PDM       | Réf.  |
| -- | ----------------- | --- | --------------------- | ------------------ | ------------------------------------------------------------------------------- | ------------------------------------------------------------------------ | --------------- | --------- | ----- |
| 1  | 19 septembre 2019 | Invité Xavier Bertrand : Vous avez la parole |                       | DVD                | Xavier Bertrand                                                                 | Président du conseil régional des Hauts-de-France                        | 1,27 million    | 7,2 %     | [ 2 ] |
| 1  | 19 septembre 2019 | Invité Xavier Bertrand : Vous avez la parole |                       | RN                 | Jordan Bardella                                                                 | Député européen                                                          | 1,27 million    | 7,2 %     | [ 2 ] |
| 1  | 19 septembre 2019 | Invité Xavier Bertrand : Vous avez la parole |                       | LREM               | Amélie de Montchalin                                                            | Secrétaire d'État chargée des Affaires européennes                       | 1,27 million    | 7,2 %     | [ 2 ] |
| 1  | 19 septembre 2019 | Invité Xavier Bertrand : Vous avez la parole | Gabriel Attal         | LREM               | Secrétaire d'État auprès du ministre de l'Éducation nationale et de la Jeunesse |                                                                          | 1,27 million    | 7,2 %     | [ 2 ] |
| 1  | 19 septembre 2019 | Invité Xavier Bertrand : Vous avez la parole |                       | PS                 | Anne-Lise Dufour-Tonini                                                         | Maire de Denain                                                          | 1,27 million    | 7,2 %     | [ 2 ] |
| 1  | 19 septembre 2019 | Invité Xavier Bertrand : Vous avez la parole |                       | CGT                | Philippe Martinez                                                               | Secrétaire général de la Confédération générale du travail               | 1,27 million    | 7,2 %     | [ 2 ] |
| 2  | 17 octobre 2019   | Invité Christophe Castaner : Comment lutter efficacement contre la menace islamiste ? Quelles réponses face au malaise des policiers ? Faut-il repenser le modèle d’intégration ? |                       | LREM               | Christophe Castaner                                                             | Ministre de l'Intérieur                                                  | 1,20 million    | 6,3 %     | [ 3 ] |
| 2  | 17 octobre 2019   | Invité Christophe Castaner : Comment lutter efficacement contre la menace islamiste ? Quelles réponses face au malaise des policiers ? Faut-il repenser le modèle d’intégration ? |                       | LR                 | David Lisnard                                                                   | Maire de Cannes                                                          | 1,20 million    | 6,3 %     | [ 3 ] |
| 2  | 17 octobre 2019   | Invité Christophe Castaner : Comment lutter efficacement contre la menace islamiste ? Quelles réponses face au malaise des policiers ? Faut-il repenser le modèle d’intégration ? |                       | LFI                | Clémentine Autain                                                               | Députée de Seine-Saint-Denis                                             | 1,20 million    | 6,3 %     | [ 3 ] |
| 3  | 5 décembre 2019   | Invité Sibeth Ndiaye et Gérald Darmanin : Pourquoi tant de colères ? Les Français face au pouvoir.                                                                                |                       | LREM               | Gérald Darmanin                                                                 | Ministre de l'Action et des Comptes publics                              | 2,19 millions   | 11,2 %    | [ 4 ] |
| 3  | 5 décembre 2019   | Invité Sibeth Ndiaye et Gérald Darmanin : Pourquoi tant de colères ? Les Français face au pouvoir.                                                                                | Sibeth Ndiaye         | LREM               | Porte-parole du gouvernement                                                    |                                                                          | 2,19 millions   | 11,2 %    | [ 4 ] |
| 3  | 5 décembre 2019   | Invité Sibeth Ndiaye et Gérald Darmanin : Pourquoi tant de colères ? Les Français face au pouvoir.                                                                                |                       | CGT                | Philippe Martinez                                                               | Secrétaire général de la Confédération générale du travail               | 2,19 millions   | 11,2 %    | [ 4 ] |
| 3  | 5 décembre 2019   | Invité Sibeth Ndiaye et Gérald Darmanin : Pourquoi tant de colères ? Les Français face au pouvoir.                                                                                |                       | Medef              | Dominique Carlac'h                                                              | Présidente du Mouvement des entreprises de France                        | 2,19 millions   | 11,2 %    | [ 4 ] |
| 4  | 9 janvier 2020    | Invité Jean-Michel Blanquer et Laurent Pietrazewski : Comment sortir de l'impasse ?                                                                                               |                       | LREM               | Jean-Michel Blanquer                                                            | Ministre de l'Éducation nationale                                        | 1,67 million    | 8,8 %     | [ 5 ] |
| 4  | 9 janvier 2020    | Invité Jean-Michel Blanquer et Laurent Pietrazewski : Comment sortir de l'impasse ?                                                                                               | Laurent Pietraszewski | LREM               | Secrétaire d'État chargé des Retraites                                          |                                                                          | 1,67 million    | 8,8 %     | [ 5 ] |
| 4  | 9 janvier 2020    | Invité Jean-Michel Blanquer et Laurent Pietrazewski : Comment sortir de l'impasse ?                                                                                               |                       | CGT                | Philippe Martinez                                                               | Secrétaire général de la Confédération générale du travail               | 1,67 million    | 8,8 %     | [ 5 ] |
| 5  | 30 janvier 2020   | Invité François Fillon : Après deux ans de silence médiatique, François Fillon s'exprime.                                                                                         |                       | LR                 | François Fillon                                                                 | Ancien Premier ministre et candidat à l'élection présidentielle de 2017  | 2,06 millions   | 9,5 %     | [ 6 ] |
| 6  | 16 mars 2020      | Émission spéciale : La France face à l'épidémie. |                       | LREM               | Sibeth Ndiaye                                                                   | Porte-parole du gouvernement                                             | 3,51 millions   | 13,9%     | [ 7 ] |
| 6  | 16 mars 2020      | Émission spéciale : La France face à l'épidémie. | Jean-Michel Blanquer  | LREM               | Ministre de l'Éducation nationale                                               |                                                                          | 3,51 millions   | 13,9%     | [ 7 ] |
| 6  | 16 mars 2020      | Émission spéciale : La France face à l'épidémie. | Bénédicte Pételle     | LREM               | Députée des Hauts-de-Seine                                                      |                                                                          | 3,51 millions   | 13,9%     | [ 7 ] |
| 6  | 16 mars 2020      | Émission spéciale : La France face à l'épidémie. |                       | Medef              | Geoffroy Roux de Bézieux                                                        | Président du Mouvement des entreprises de France                         | 3,51 millions   | 13,9%     | [ 7 ] |
| 6  | 16 mars 2020      | Émission spéciale : La France face à l'épidémie. |                       | RN                 | Marine Le Pen                                                                   | Députée du Pas-de-Calais, présidente du Rassemblement national           | 3,51 millions   | 13,9%     | [ 7 ] |
| 6  | 16 mars 2020      | Émission spéciale : La France face à l'épidémie. |                       | LR                 | Bruno Retailleau                                                                | Sénateur de Vendée, président du Groupe Les Républicains au Sénat        | 3,51 millions   | 13,9%     | [ 7 ] |
| 6  | 16 mars 2020      | Émission spéciale : La France face à l'épidémie. |                       | PS                 | Olivier Faure                                                                   | Député de Seine-et-Marne, premier secrétaire du Parti socialiste         | 3,51 millions   | 13,9%     | [ 7 ] |
| 7  | 26 mars 2020      | Émission spéciale : La France confinée. |                       | LREM               | Olivier Véran                                                                   | Ministre des Solidarités et de la Santé                                  | 2,05 millions   | 8,2%      | [ 8 ] |
| 7  | 26 mars 2020      | Émission spéciale : La France confinée. | Christophe Castaner   | LREM               | Ministre de l'Intérieur                                                         |                                                                          | 2,05 millions   | 8,2%      | [ 8 ] |
| 7  | 26 mars 2020      | Émission spéciale : La France confinée. | Bruno Le Maire        | LREM               | Ministre de l'Économie et des Finances                                          |                                                                          | 2,05 millions   | 8,2%      | [ 8 ] |
| 7  | 26 mars 2020      | Émission spéciale : La France confinée. |                       | LR                 | Philippe Juvin                                                                  | Maire de La Garenne-Colombes                                             | 2,05 millions   | 8,2%      | [ 8 ] |
| 7  | 26 mars 2020      | Émission spéciale : La France confinée. |                       | CFDT               | Laurent Berger                                                                  | Secrétaire général de la Confédération française démocratique du travail | 2,05 millions   | 8,2%      | [ 8 ] |
| 8  | 4 juin 2020       | Invité Bruno Le Maire : Et maintenant ? Quelles sont les clés de la relance ? Quel impact sur notre vie quotidienne ? Comment répondre aux inquiétudes des Français ?             |                       | LREM               | Bruno Le Maire                                                                  | Ministre de l'Économie et des Finances                                   | 1,23 million    | 6,0%      | [ 9 ] |
| 8  | 4 juin 2020       | Invité Bruno Le Maire : Et maintenant ? Quelles sont les clés de la relance ? Quel impact sur notre vie quotidienne ? Comment répondre aux inquiétudes des Français ?             |                       | EÉLV               | Yannick Jadot                                                                   | Député européen                                                          | 1,23 million    | 6,0%      | [ 9 ] |
| 8  | 4 juin 2020       | Invité Bruno Le Maire : Et maintenant ? Quelles sont les clés de la relance ? Quel impact sur notre vie quotidienne ? Comment répondre aux inquiétudes des Français ?             |                       | SE                 | Christine Lagarde                                                               | Présidente de la Banque centrale européenne                              | 1,23 million    | 6,0%      | [ 9 ] |

### Saison 2
| No | Date de diffusion | Titre | Invités politiques | Invités politiques | Invités politiques | Invités politiques                                                       | Audiences       | Audiences | Réf.   |
| No | Date de diffusion | Titre | Parti              | Parti              | Nom                | Fonction ou mandat                                                       | Téléspectateurs | PDM       | Réf.   |
| -- | ----------------- | --- | ------------------ | ------------------ | ------------------ | ------------------------------------------------------------------------ | --------------- | --------- | ------ |
| 1  | 24 septembre 2020 | Invité Jean Castex : Covid-19, emploi, sécurité... les Français interpellent le Premier ministre.                         |                    | LREM               | Jean Castex        | Premier ministre                                                         | 2,27 millions   | 10,6 %    | [ 10 ] |
| 1  | 24 septembre 2020 | Invité Jean Castex : Covid-19, emploi, sécurité... les Français interpellent le Premier ministre.                         |                    | EÉLV               | Pierre Hurmic      | Maire de Bordeaux                                                        | 2,27 millions   | 10,6 %    | [ 10 ] |
| 1  | 24 septembre 2020 | Invité Jean Castex : Covid-19, emploi, sécurité... les Français interpellent le Premier ministre.                         |                    | SE                 | Robert Ménard      | Maire de Béziers                                                         | 2,27 millions   | 10,6 %    | [ 10 ] |
| 1  | 24 septembre 2020 | Invité Jean Castex : Covid-19, emploi, sécurité... les Français interpellent le Premier ministre.                         |                    | PS                 | Johanna Rolland    | Maire de Nantes                                                          | 2,27 millions   | 10,6 %    | [ 10 ] |
| 1  | 24 septembre 2020 | Invité Jean Castex : Covid-19, emploi, sécurité... les Français interpellent le Premier ministre.                         |                    | LR                 | David Lisnard      | Maire de Cannes                                                          | 2,27 millions   | 10,6 %    | [ 10 ] |
| 2  | 15 octobre 2020   | Invité Olivier Véran : Crise sanitaire, conséquences économiques, quel est l’état d’esprit des Français ?                 |                    | LREM               | Olivier Véran      | Ministre des Solidarités et de la Santé                                  | 1,44 million    | 7,6 %     | [ 11 ] |
| 2  | 15 octobre 2020   | Invité Olivier Véran : Crise sanitaire, conséquences économiques, quel est l’état d’esprit des Français ?                 |                    | EÉLV               | Michèle Rubirola   | Maire de Marseille                                                       | 1,44 million    | 7,6 %     | [ 11 ] |
| 3  | 26 novembre 2020  | Invité Gabriel Attal : Une économie qui décroche ? Une crise de l'autorité ?                                              |                    | LREM               | Gabriel Attal      | Porte-parole du gouvernement                                             | 1,14 million    | 5,7%      | [ 12 ] |
| 3  | 26 novembre 2020  | Invité Gabriel Attal : Une économie qui décroche ? Une crise de l'autorité ?                                              |                    | DVG                | Arnaud Montebourg  | Ancien ministre de l’Économie, du Redressement productif et du Numérique | 1,14 million    | 5,7%      | [ 12 ] |
| 3  | 26 novembre 2020  | Invité Gabriel Attal : Une économie qui décroche ? Une crise de l'autorité ?                                              |                    | DVD                | Catherine Arenou   | Maire de Chanteloup-les-Vignes                                           | 1,14 million    | 5,7%      | [ 12 ] |
| 3  | 26 novembre 2020  | Invité Gabriel Attal : Une économie qui décroche ? Une crise de l'autorité ?                                              |                    | PCF                | Philippe Rio       | Maire de Grigny                                                          | 1,14 million    | 5,7%      | [ 12 ] |
| 3  | 26 novembre 2020  | Invité Gabriel Attal : Une économie qui décroche ? Une crise de l'autorité ?                                              |                    | RN                 | Louis Aliot        | Maire de Perpignan                                                       | 1,14 million    | 5,7%      | [ 12 ] |
| 4  | 11 février 2021   | Invité Gérald Darmanin : Le projet de loi conforte-t-il le respect des principes de la République ?                       |                    | LREM               | Gérald Darmanin    | Ministre de l'Intérieur                                                  | 1,95 million    | 8,6 %     | [ 13 ] |
| 4  | 11 février 2021   | Invité Gérald Darmanin : Le projet de loi conforte-t-il le respect des principes de la République ?                       |                    | RN                 | Marine Le Pen      | Députée du Pas-de-Calais, présidente du Rassemblement national           | 1,95 million    | 8,6 %     | [ 13 ] |
| 4  | 11 février 2021   | Invité Gérald Darmanin : Le projet de loi conforte-t-il le respect des principes de la République ?                       |                    | LREM               | Aurore Bergé       | Députée des Yvelines                                                     | 1,95 million    | 8,6 %     | [ 13 ] |
| 4  | 11 février 2021   | Invité Gérald Darmanin : Le projet de loi conforte-t-il le respect des principes de la République ?                       |                    | EXD                | Emmanuelle Ménard  | Députée de l'Hérault                                                     | 1,95 million    | 8,6 %     | [ 13 ] |
| 4  | 11 février 2021   | Invité Gérald Darmanin : Le projet de loi conforte-t-il le respect des principes de la République ?                       |                    | LFI                | Alexis Corbière    | Député de Seine-Saint-Denis                                              | 1,95 million    | 8,6 %     | [ 13 ] |
| 4  | 11 février 2021   | Invité Gérald Darmanin : Le projet de loi conforte-t-il le respect des principes de la République ?                       |                    | PS                 | Boris Vallaud      | Député des Landes, porte-parole du Parti socialiste                      | 1,95 million    | 8,6 %     | [ 13 ] |
| 4  | 11 février 2021   | Invité Gérald Darmanin : Le projet de loi conforte-t-il le respect des principes de la République ?                       |                    | EÉLV               | Sandra Regol       | Secrétaire nationale adjointe d'Europe Écologie Les Verts                | 1,95 million    | 8,6 %     | [ 13 ] |
| 4  | 11 février 2021   | Invité Gérald Darmanin : Le projet de loi conforte-t-il le respect des principes de la République ?                       |                    | LR                 | Julien Aubert      | Député du Vaucluse                                                       | 1,95 million    | 8,6 %     | [ 13 ] |
| 5  | 15 avril 2021     | Invité Yannick Jadot : Présidentielle : L'écologie peut-elle réunir la gauche ? Quelle société pour la France de demain ? |                    | EÉLV               | Yannick Jadot      | Député européen                                                          | 1,04 million    | 4,5 %     | [ 14 ] |
| 5  | 15 avril 2021     | Invité Yannick Jadot : Présidentielle : L'écologie peut-elle réunir la gauche ? Quelle société pour la France de demain ? |                    | LREM               | Bruno Le Maire     | Ministre de l'Économie, des Finances et de la Relance                    | 1,04 million    | 4,5 %     | [ 14 ] |